# Diocesi di Bencenna
La diocesi di Bencenna (in latino Dioecesis Bencennensis) è una sede soppressa e sede titolare della Chiesa cattolica.

## Storia
Bencenna, identificabile con le rovine di Sidi-Brahim nell'odierna Tunisia, è un'antica sede episcopale della provincia romana dell'Africa Proconsolare, suffraganea dell'arcidiocesi di Cartagine.
Tra i vescovi presenti alla conferenza di Cartagine del 411, che vide riuniti assieme i vescovi cattolici e donatisti dell'Africa, partecipò Adeodatus episcopus plebis Bencennensis, il quale dichiarò di non avere competitori donatisti nella sua diocesi.
Dal 1933 Bencenna è annoverata tra le sedi vescovili titolari della Chiesa cattolica; dal 22 agosto 2022 il vescovo titolare è Joseph Kollamparambil, vescovo ausiliare di Shamshabad.

## Cronotassi

### Vescovi
- Adeodato † (menzionato nel 411)

### Vescovi titolari
- Loras Thomas Lane † (29 maggio 1951 - 11 ottobre 1956 nominato vescovo di Rockford)
- John Kodwo Amissah † (7 marzo 1957 - 19 dicembre 1959 nominato arcivescovo di Cape Coast)
- Vincent John Baldwin † (4 giugno 1962 - 16 settembre 1979 deceduto)
- Leo Edward O'Neil † (30 giugno 1980 - 17 ottobre 1989 nominato vescovo coadiutore di Manchester)
- Joseph Leo Charron, C.PP.S. (6 novembre 1989 - 12 novembre 1993 nominato vescovo di Des Moines)
- Leo Laba Ladjar, O.F.M. (6 dicembre 1993 - 29 agosto 1997 nominato vescovo di Jayapura)
- Tomislav Koljatic Maroevic (27 novembre 1997 - 17 gennaio 2003 nominato vescovo di Linares)
- Vitalij Skomarovs'kyj (7 aprile 2003 - 12 aprile 2014 nominato vescovo di Luc'k)
- John "Joy" Alappat (24 luglio 2014 - 3 luglio 2022 nominato eparca di San Tommaso Apostolo di Chicago)
- Joseph Kollamparambil, dal 25 agosto 2022